# چه کسی کاپیتان الکس را کشت؟
چه کسی کاپیتان الکس را کشت؟ (به انگلیسی: Who Killed Captain Alex?) یک فیلم سینمایی اکشن محصول سال ۲۰۱۰ سینمای اوگاندا به نویسندگی، تهیه کنندگی و کارگردانی آیزاک گادفری جفری نابوانا در وکالیوود، یک استودیوی فوق‌العاده کم هزینه در کامپالا، اوگاندا است. شهرت این فیلم به دلیل یک فیلم اکشن بدون بودجه که با بودجه زیر ۲۰۰ دلار تولید شده بود به یک شهرت ویروسی دست یافت، اگرچه تهیه‌کننده آلن هوفمانیس اعتراف کرد که این فیلم با ۸۵ دلار ساخته شده‌است. پیش‌پرده از این فیلم در ژانویه ۲۰۱۰ در یوتیوب بارگذاری شد و تا دسامبر ۲۰۲۰ بیش از ۵٫۵ میلیون بار مشاهده شده‌است.

## تولید
این فیلم با بودجه تقریبی ۲۰۰ دلار آمریکا تولید شده‌است. تولید در اواخر سال ۲۰۰۹ در محله‌های یهودی نشین ناته آغاز شد. کارگردان این فیلم از کودکی با عشق فیلم‌های اکشن هالیوودی و فیلم‌های رزمی بزرگ شده و با الهام گرفته‌از این نوع فیلم ها این اثر سینمایی را ساخته است.